# Behxhet Nepravishta
Behxhet Nepravishta (ur. 1867 w Nepravishtë, zm. 1916) – osmański i albański polityk.

## Życiorys
Był nauczycielem w muzułmańskich szkołach w Salonikach, Janinie i Hamie. Został następnie mianowany kajmakamem, pełnił funkcje urzędnicze w m.in. wilajecie Jemen.
W 1911 roku został mianowany inspektorem służby cywilnej w Imperium Osmańskim. W 1913 roku wyjechał do niepodległej już Albanii; tam w latach 1914-1915 był prefektem okręgów Berat i Durrës.
W 1916 roku organizował zbiórki pieniężne w Stanach Zjednoczonych na rzecz wygnanych z Grecji Czamów. Zginął w wyniku katastrofy lotniczej.